# Рю Джун Ёль
Рю Джун Ёль (кор. 류준열?, 柳俊烈?; род. 25 сентября 1986 года, Сувон, Кёнгидо, Республика Корея) — южнокорейский актёр, активист и фотограф. Свою актёрскую карьеру он начал с независимых фильмов, но внимание к себе привлёк благодаря роли в художественном фильме «Социофобия» 2015 года. Международное признание он получил благодаря своей прорывной роли в высоко оценённом критиками телесериале «Ответ 1988» 2015–2016 годов, который стал самой рейтинговой дорамой в истории корейского кабельного телевидения на тот момент и принёс ему награду в категории «Лучший актёр-новичок — телевидение» на церемонии вручении премии «Пэксан». С тех пор он снялся в кассовых хитах, таких как «Король», «Таксист» — 2017 года, «Маленький лес», «Сторонник» — 2018 года, «Деньги», «Битва при Фэнудун» — 2019 года и «Ночная сова» — 2022 года. Он также известен своей заметной работой в двух частях боевика «Пришельцы» 2022 года и «Пришельцы: Назад в будущее» 2024 года.
Рю получил множество наград за свою карьеру, включая три премии «Пэксан», а также награды Лондонского и Нью-Йоркского фестивалей азиатского кино, а также является номинантом таких престижных корейских премий как: «Голубой дракон» и «Большой колокол». Помимо работы в кино, он активно занимается социальной и экологической активистской деятельностью и фотографией.
Он три года подряд входил в список Forbes Korea Power Celebrity 40: 14-е место в 2017 году, 36-е место в 2018 году и 11-е место в 2019 году.

## Ранняя жизнь и образование
Рю родился 25 сентября 1986 года в городе Сувон, Республика Корея. Он старший ребёнок в семье, у него есть младшая сестра, которая младше его на два года. После школы Рю поступил в Университет Сувона на специальность «кино», где учился на стипендии. Во время учёбы он также подрабатывал, в том числе учителем продлёнки для младших школьников, доставщиком пиццы и разнорабочим.
До дебюта в качестве актёра Рю проходил военную службу. В 2007 году он был призван на службу и завершил её в 2009 году, зарегистрировавшись как государственный служащий.

## Карьера

### 2012–2014: Начало карьеры
В 2012 году Рю начал сниматься в короткометражных и независимых фильмах, а затем получил эпизодическую роль в художественном фильме 2013 года «Интуги: Битва интернет-троллей».

### 2015–2017: Рост популярности и прорыв

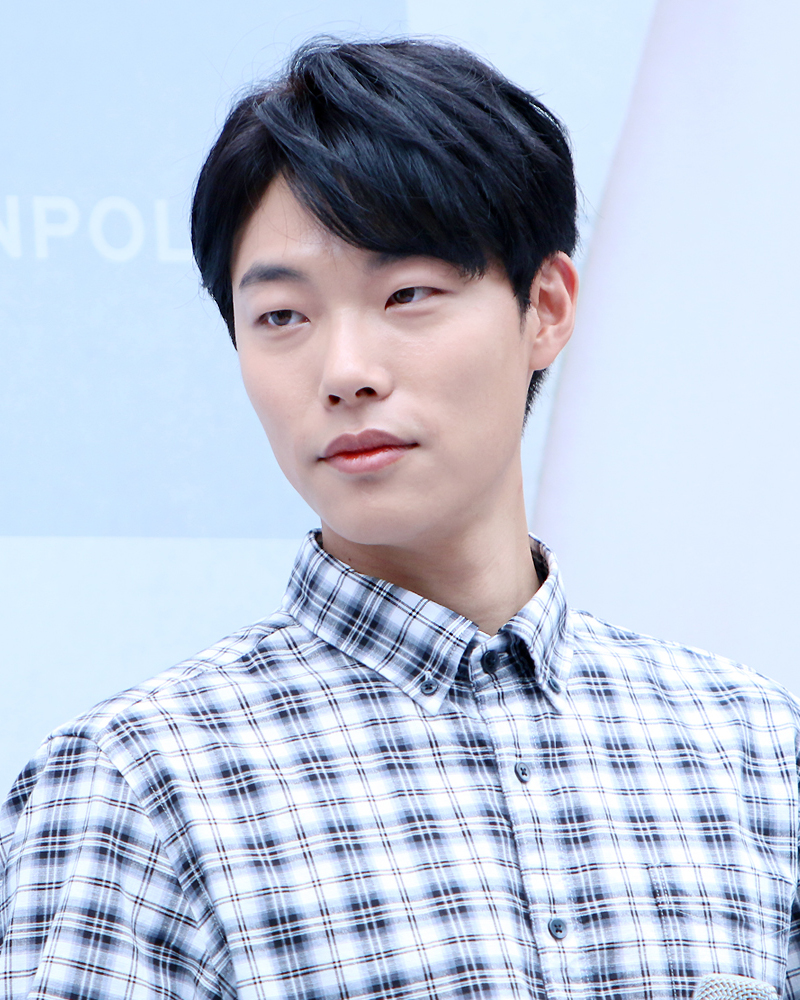
Рю Джун Ёль, 2016 год

Рю привлёк внимание широкой публики благодаря своему прорыву в дебютном полнометражном фильме «Социофобия» 2015 года, который принёс ему награду «Восходящая звезда» на кинофестивале KAFA и номинации на премии Chunsa Film Art Awards. В том же году Рю получил широкое признание благодаря главной роли в популярном подростковом сериале «Ответ в 1988», где он снимался вместе с Ли Хери, Пак Погомом, Ко Гёнпхё и Ли Донхви. Его исполнение роли Ким Джонхвана принесло ему множество наград, включая премию «Лучший актёр-новичок — телевидение» на 52-й церемонии «Пэксан» в 2016 году.
В 2016 году Рю снялся в фильме о взрослении «Поездка в один конец» и криминальном триллере «Завтра не наступит». В том же году он исполнил свою первую главную роль в романтической комедии «Удачный роман» вместе с Хван Чжон Ым.
В 2017 году Рю принял участие в политической криминальной драме «Король» вместе с Чо Инсоном и Чон У Соном, которая стала седьмым самым кассовым южнокорейским фильмом года и принесла ему награду «Лучший новый актёр — кино» на 53-й церемонии «Пэксан». В том же году он снялся в биографическом фильме «Таксист» с такими актёрами-ветеранами, как Сон Канхо и Ю Хэджин, который стал самым кассовым корейским фильмом года и двенадцатым самым кассовым южнокорейским фильмом в истории. Рю также появился в юридическом триллере «Молчание» вместе с Чхве Минсиком и Пак Синхе.

### 2018–наст. время: Известность в кино и громкие главные роли

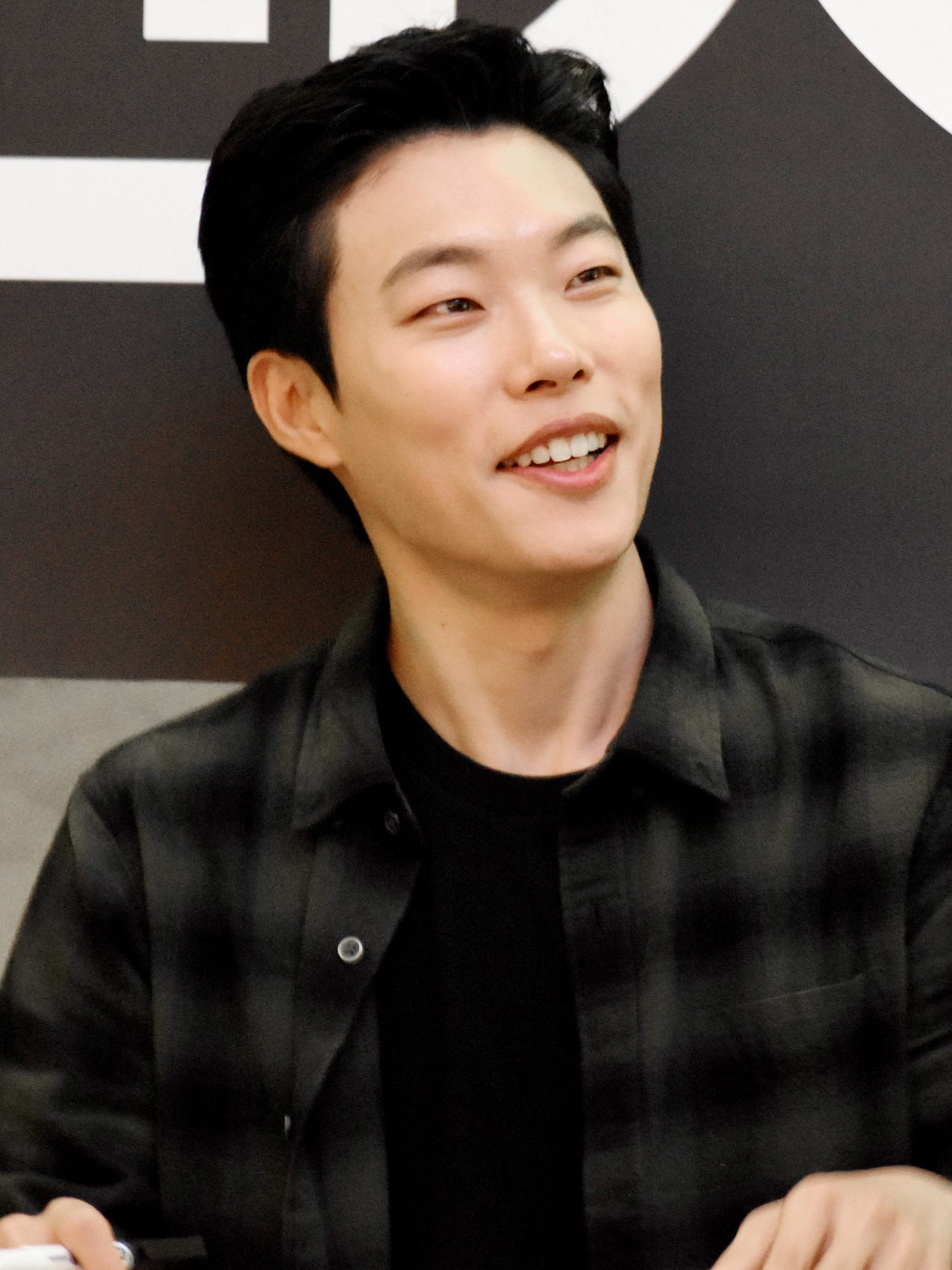
Рю Джун Ёль, 2018 год

В 2018 году Рю сыграл в получившей признание критиков дораме «Маленький лес» с Ким Тхэри и в криминальном боевике «Сторонник» с Чо Джинуном. «Сторонник» стал кассовым хитом, став первым корейским фильмом, собравшим более пяти миллионов зрителей в 2018 году, и занял четвёртое место по кассовым сборам в Южной Корее в этом году.
В 2019 году Рю снялся в боевике «Дорожные детективы» с Кон Хёджин, режиссёром которого выступил Хан Джунхи, сыграл главную роль в криминальном фильме «Деньги» вместе с Ю Джитхэ и историческом боевике «Битва при Фэнудун» под режиссурой Вон Синёна. Все три фильма хорошо показали себя в прокате, а «Битва при Фэнудун» и «Деньги» впоследствии стали пятым и девятым самыми кассовыми корейскими фильмами года соответственно. Успех на большом экране позволил Рю войти в список Forbes Korea Power Celebrity 40 на два года подряд: 36-е место в 2018 и 11-е в 2019 году.
В 2021 году Рю принял участие в специальном юбилейном проекте JTBC «Десятая годовщина», мелодраматическом телесериале «Дисквалифицирован как человек» с Чон Доён, что стало его возвращением на малые экраны после пятилетнего перерыва.
В 2022 году Рю возглавил научно-фантастический боевик «Пришельцы» режиссёра Чхве Донхуна, вновь объединившись с Ким Тхэри. Премьера фильма состоялась в июле 2022 года. Несмотря на то, что фильм не стал коммерчески успешным, игра Рю получила положительные отзывы критиков. В ноябре Рю снялся в историческом триллере «Ночная сова», снова работая с Ю Хэджином.
Рю выступит в роли главного героя в психологическом триллере от Netflix под названием «Шоу восьми», где также сыграет актриса Чун У Хии актёр Пак Чонмин. Это будет их вторая совместная работа с режиссёром Хан Чжеримом.
Рю также сыграет главную роль в мистическом триллере под названием «Откровение», где его партнёршей станет актриса Син Хёнбин. Режиссёром выступит Ён Санхо, известный по фильму «Поезд в Пусан».

## Другая деятельность

### Благотворительность
Рю — активист в области охраны окружающей среды. Во время съёмок телешоу «Юность краше цветов. Африка» в 2016 году у него пробудился интерес к экологии, и он начал кампанию по защите окружающей среды. В декабре 2018 года стало известно, что Рю пожертвовал ₩10 миллионов организации «Гринпис», занимающейся защитой окружающей среды. С 2016 года он регулярно делает пожертвования на различные кампании, такие как «Защитим Арктику». В 2020 году Рю снова пожертвовал средства «Гринпис» в ответ на австралийские лесные пожары и вёл кампанию по защите животных и срочным мерам по борьбе с изменением климата в своём аккаунте в Instagram.
В 2021 году Рю участвовал в видеоконференции с президентом Республики Кореи Мун Чжэ Ином, где обсуждал вопросы охраны окружающей среды и обратил внимание на кампанию «Гринпис» по сокращению использования пластиковой упаковки. Ранее они вместе посетили демилитаризованную зону (ДМЗ) в 2019 году в честь первой годовщины Панмунджомской декларации.

### Фотография
Рю взял небольшой перерыв в актёрской карьере и переехал в США, где жил в Лос-Анджелесе несколько месяцев с середины 2019 года до начала 2020 года, используя своё английское имя Энтони. Он поступил в Калифорнийский университет в Лос-Анджелесе по программе обмена студентами. Помимо учёбы, он занимался фотографией и вёл видеоблог. Он создал мини-сериал на YouTube под названием «Отчёт Рю Джун Ёля» (кор. 류준열의 르포르타쥬), в котором рассказывал о своей жизни в Лос-Анджелесе. В ноябре 2020 года Рю провёл свою первую фотовыставку в Сеуле под названием «Однажды в Голливуде», где представил фотографии, сделанные во время жизни за границей.

## Личная жизнь

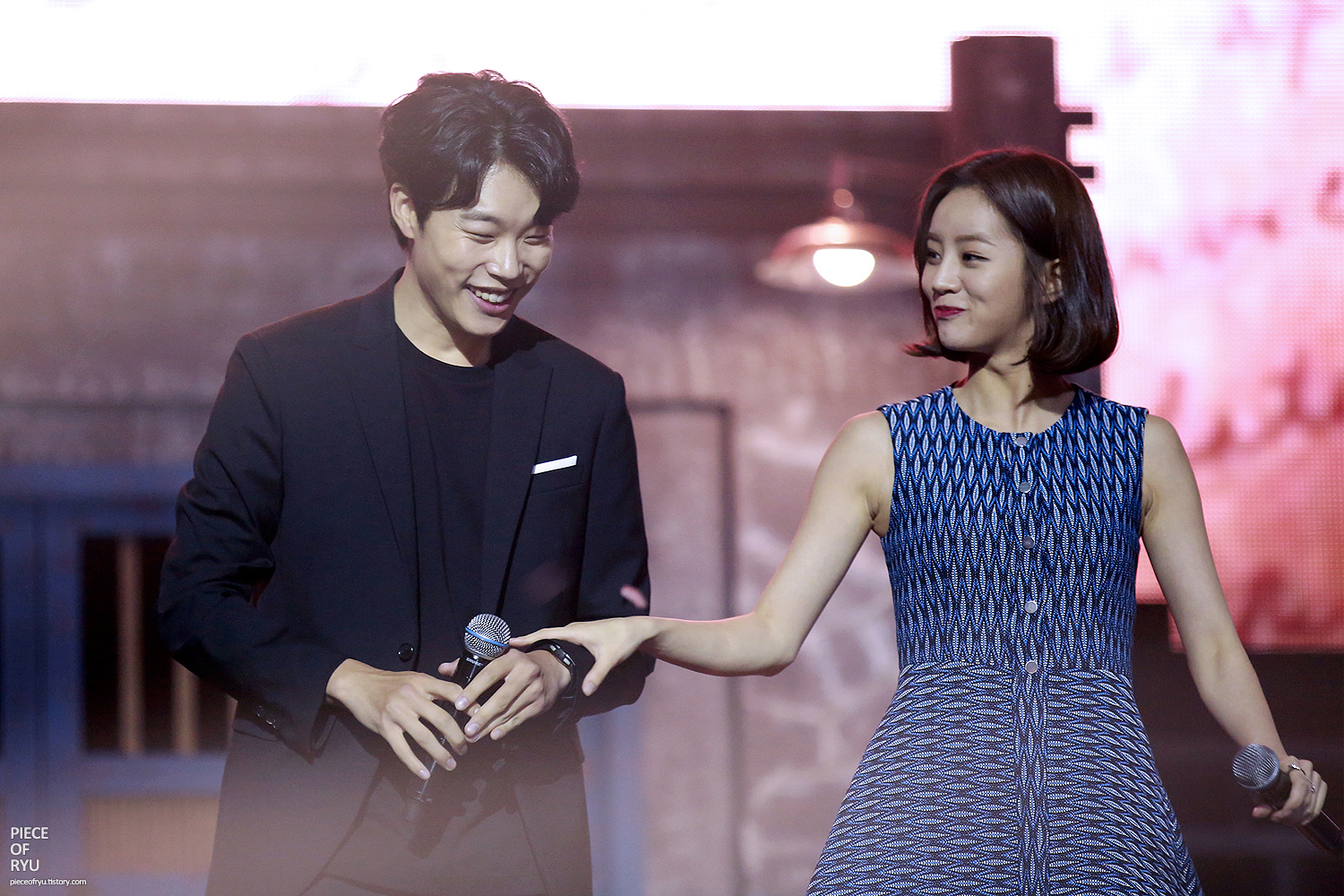
Выступление Рю на концерте в честь «Ответа в 1988» с коллегой по фильму Ли Хери, март 2016 года

С конца 2016 года Рю состоял в отношениях с певицей и актрисой Ли Хери, с которой он познакомился на съёмках дорамы «Ответ в 1988», где он сыграл вторую главную роль и влюбился в свою лучшую подругу детства. 13 ноября 2023 года пара объявила о расставании после семи лет отношений.
Рю — страстный поклонник футбола. Он является лучшим другом игрока «Тоттенхэм Хотспур» Сон Хын Мина и участвовал в рекламных кампаниях, связанных с Чемпионатом мира по футболу среди молодёжных команд 2017 года, который проходил в Южной Корее. Перед турниром Рю сыграл против аргентинских футболистов Диего Марадоны и Пабло Аймара в матче по мини-футболу, который состоялся перед официальной жеребьёвкой молодёжного чемпионата мира в Сувоне.

## Фильмография

### Кино
| Год  | Название                       | Роль                  | Примечание         | Ист.   |
| ---- | ------------------------------ | --------------------- | ------------------ | ------ |
| 2013 | Интуги: Битва интернет-троллей | Человек из спортзала  | эпизодическая роль |        |
| 2015 | Социофобия                     | Янг Ге                |                    |        |
| 2016 | Робот-Сори                     | Клубника без косточек |                    | [ 57 ] |
| 2016 | Завтра не наступит             | Джихун                |                    |        |
| 2016 | Поездка в один конец           | Джигон                |                    |        |
| 2016 | Бабушка Ге Чун                 | Чоль Хон              |                    | [ 58 ] |
| 2016 | Парни, что кричали "Волк"      | Дон Чоль              |                    | [ 59 ] |
| 2017 | Король                         | Чхве Ду Иль           |                    |        |
| 2017 | Таксист                        | Гу Чжэ Сик            |                    |        |
| 2017 | Молчание                       | Ким Дон Мен           |                    |        |
| 2018 | Маленький лес                  | Джэ Ха                |                    |        |
| 2018 | Сторонник                      | Со Ён Рак             |                    |        |
| 2019 | Дорожные детективы             | Со Мин Чжэ            |                    |        |
| 2019 | Деньги                         | Чо Иль Хен            |                    |        |
| 2019 | Битва при Фэнудун              | Ли Чжан Ха            |                    |        |
| 2022 | Пришельцы                      | Муреук                |                    | [ 60 ] |
| 2022 | Ночная сова                    | Кёнсу                 |                    | [ 61 ] |
| 2024 | Пришельцы: Назад в будущее     | Муреук                |                    | [ 62 ] |
| TBA  | Откровения                     |                       | фильм Netflix      | [ 42 ] |

### Короткометражное кино
| Год  | Название                         | Роль            | Примечание | Ист. |
| ---- | -------------------------------- | --------------- | ---------- | ---- |
| 2012 | Нигде                            | Парень          |            |      |
| 2014 | Полуночное солнце                | Ен Хун          |            |      |
| 2014 | Целеустремленный                 | Парень из клуба |            |      |
| 2014 | Люди в спешке                    | Джэхен          |            |      |
| 2014 | Экономическая любовь             | Джихун          |            |      |
| 2014 | Спасательная операция в Сон Нара | Хёну            |            |      |
| 2015 | Рисование                        | Санхун          |            |      |

### Телесериалы
| Год     | Название                      | Роль          | Примечание          | Ист.          |
| ------- | ----------------------------- | ------------- | ------------------- | ------------- |
| 2015    | Продюсер                      | Чжу Чжон Хен  | Камео (1–2 эпизоды) | [ 63 ]        |
| 2015–16 | Ответ в 1988                  | Ким Чжон Хван |                     |               |
| 2016    | Удачный роман                 | Джэ Сухо      |                     |               |
| 2021    | Дисквалифицирован как человек | Ли Кан Чжэ    |                     | [ 64 ] [ 65 ] |

### Веб-сериалы
| Год  | Название   | Роль       | Ист.          |
| ---- | ---------- | ---------- | ------------- |
| 2024 | Шоу восьми | Пэ Чжин Су | [ 66 ] [ 67 ] |

## Награды и номинации
| Название                                  | Год  | Категория                                         | Работа                    | Результат | Ист.   |
| ----------------------------------------- | ---- | ------------------------------------------------- | ------------------------- | --------- | ------ |
| Asia Artist Awards                        | 2016 | Лучший новичок, актёр                             | Ответ в 1988              | Победа    | [ 68 ] |
| Asia Artist Awards                        | 2017 | Лучшая звезда, актёр                              | Таксист                   | Победа    | [ 69 ] |
| Asia Artist Awards                        | 2018 | Артист года                                       | Рю Джун Ёль               | Победа    | [ 70 ] |
| Asia Artist Awards                        | 2018 | Награда за популярность                           | Рю Джун Ёль               | Победа    | [ 70 ] |
| Asia Artist Awards                        | 2024 | Лучший артист — телевидение/кино                  | Рю Джун Ёль               | Победа    | [ 71 ] |
| Премия «Пэксан»                           | 2016 | Лучший актёр-новичок — телевидение                | Ответ в 1988              | Победа    | [ 72 ] |
| Премия «Пэксан»                           | 2017 | Лучший актёр-новичок — кино                       | Король                    | Победа    | [ 22 ] |
| Премия «Пэксан»                           | 2023 | Лучшая мужская роль — кино                        | Ночная сова               | Победа    | [ 73 ] |
| Кинопремия «Голубой дракон»               | 2017 | Лучший актёр-новичок                              | Таксист                   | Номинация |        |
| Кинопремия «Голубой дракон»               | 2023 | Лучшая мужская роль                               | Ночная сова               | Номинация | [ 74 ] |
| Телепремия «Голубой дракон»               | 2024 | Лучшая мужская роль                               | Шоу восьми                | Номинация | [ 75 ] |
| Buil Film Awards                          | 2017 | Лучшая мужская роль второго плана                 | Король                    | Номинация | [ 76 ] |
| Buil Film Awards                          | 2023 | Лучшая мужская роль                               | Ночная сова               | Номинация | [ 77 ] |
| Chunsa Film Art Awards                    | 2016 | Лучший новый актёр                                | Социофобия                | Номинация | [ 78 ] |
| Chunsa Film Art Awards                    | 2018 | Лучшая мужская роль второго плана                 | Таксист                   | Номинация | [ 79 ] |
| Director's Cut Awards                     | 2023 | Лучшая мужская роль в кино                        | Ночная сова               | Номинация | [ 80 ] |
| Fashionista Awards                        | 2016 | Best Fashionista – TV Division                    | Рю Джун Ёль               | Победа    | [ 81 ] |
| Fashionista Awards                        | 2017 | Best Fashionista – SNS Division                   | Рю Джун Ёль               | Номинация | [ 82 ] |
| Golden Cinema Film Festival               | 2019 | Выбор кинематографистов за популярность           | Сторонник                 | Победа    | [ 83 ] |
| Golden Cinema Film Festival               | 2023 | Лучшая мужская роль                               | Ночная сова               | Победа    | [ 84 ] |
| Кинопремия «Большой колокол»              | 2023 | Лучшая мужская роль                               | Ночная сова               | Номинация | [ 85 ] |
| InStyle Star Icon                         | 2016 | Актёр нового поколения                            | Социофобия, Ответ в 1988  | Номинация |        |
| KAFA FILMS                                | 2015 | Восходящая звезда                                 | Социофобия                | Победа    | [ 86 ] |
| Korean Cable TV Awards                    | 2016 | Восходящая звезда                                 | Ответ в 1988              | Победа    | [ 87 ] |
| Korea First Brand Awards                  | 2016 | Special Award for Figure                          | Рю Джун Ёль               | Победа    | [ 88 ] |
| Korean Association of Film Critics Awards | 2023 | Лучшая мужская роль                               | Ночная сова               | Победа    | [ 89 ] |
| Korea World Youth Film Festival           | 2018 | Популярный актёр                                  | Маленький лес             | Победа    | [ 90 ] |
| Korea Youth Film Festival                 | 2019 | Лучшая мужская роль                               | Деньги, Битва при Фэнудун | Победа    | [ 91 ] |
| London East Asia Film Festival            | 2019 | Восходящая звезда                                 | Деньги                    | Победа    | [ 92 ] |
| Max Movie Awards                          | 2016 | Лучший новый актёр                                | Социофобия                | Победа    | [ 93 ] |
| Max Movie Awards                          | 2016 | Восходящая звезда                                 | Социофобия                | Победа    | [ 93 ] |
| MBC Drama Awards                          | 2016 | За выдающиеся достижения, актёр мини-сериала      | Удачный роман             | Номинация |        |
| MBC Drama Awards                          | 2016 | Лучший новый актёр                                | Удачный роман             | Победа    | [ 94 ] |
| New York Asian Film Festival              | 2019 | Восходящая звезда                                 | Деньги                    | Победа    | [ 95 ] |
| The Seoul Awards                          | 2017 | Восходящая звезда (кино)                          | Король                    | Победа    | [ 96 ] |
| tvN10 Awards                              | 2016 | Снялся в сериале tvN, актер драматического театра | Ответ в 1988              | Номинация |        |
| tvN10 Awards                              | 2016 | Восходящая звезда                                 | Ответ в 1988              | Победа    | [ 97 ] |
| Wildflower Film Awards                    | 2016 | Лучший новый актер / актриса                      | Социофобия                | Номинация |        |